# 九頭龍川
九頭龍川（くずりゅうがわ）は、埼玉県東松山市を流れる荒川水系の一級河川。

## 概要
和田吉野川と比企丘陵の縁に挟まれた低地の排水を目的とした延長1.7キロメートルの水路（人工河川）。水路の管理者は埼玉県である。和田吉野川の右岸堤防沿いを流れる。周辺では通殿川が同じように和田吉野川堤防左岸沿いを流れる。周囲は主に水田などの農地である。河川名は九頭龍権現に祀られていた九頭龍から。

## 橋梁・施設
- 埼玉県岡排水機場
- 相上堤 - 江戸時代初期に水害防止を目的として築かれた控堤[3][4]。九頭龍川の最下流部に位置する。
- 吉見神社 - 相上神楽（熊谷市指定無形民俗文化財）がある[5]。